# Wilhelm Bärensprung (Drucker, 1692)
Wilhelm Bärensprung (getauft 21. April 1692 in Zwickau; † 3. August 1761 in Schwerin) war ein deutscher Druckereibesitzer und Hofbuchdrucker in Schwerin.

## Leben
Die Geschichte des Buchdrucks begann in Schwerin mit der Niederlassung von Peter Schröder (1642–1695), einem Sohn des Rostocker Theologen Joachim Schröder, im Jahr 1683. Ihm folgten seine Schwiegersöhne Hartwig Lübke, der den Titel eines Hofbuchdruckers erlangte, Johan Lembke und, nach dessen Tod 1715, schließlich Wilhelm Bärensprung, Ahnherr der Schweriner Buchdruckerfamilie Bärensprung.
Bärensprung, der sein Glück zunächst als Soldat versucht hatte, erlangte nach seiner Heirat mit der Witwe Christine Lembke am 28. Januar 1716 das Buchdrucker-Privileg. Er war zunächst wenig erfolgreich und ging 1737 in Konkurs, unternahm danach jedoch einen erfolgreicheren Neuanfang. Mit der seit 1757 herausgegebenen Mecklenburgischen Zeitung (damals unter dem Titel „Schwerinsche Zeitungen von den merkwürdigsten Weltgeschichten“) begann die Erfolgsgeschichte der Druckerei. 1760 überließ Bärensprung, seit 1758 zum zweiten Male Witwer, die Druckerei seinem 1737 geborenen Sohn Christian Johann Wilhelm. Sie avancierte in der Nachfolge zu einer der bedeutendsten Mecklenburgs und blieb bis 1884 im Besitz der Familie Bärensprung. Anschließend ging die Druckerei in den Besitz von Karl Francke über.